# Campionati mondiali juniores di sci alpino 2023
I Campionati mondiali juniores di sci alpino 2023, 42ª edizione della manifestazione organizzata dalla Federazione internazionale sci e snowboard, si sono tenuti a Sankt Anton am Arlberg, in Austria, dal 17 al 25 gennaio. Il programma ha incluso gare di discesa libera, supergigante, slalom gigante, slalom speciale e combinata a squadre, sia maschili sia femminili, e una gara a squadre mista, che si è disputata a Lech/Zürs. In seguito all'invasione dell'Ucraina, gli atleti russi e bielorussi sono stati esclusi dalle competizioni.

## Risultati

### Uomini

#### Discesa libera
| Pos. | Atleta                  | Nazione  | Tempo |
| ---- | ----------------------- | -------- | ----- |
| 1    | Rok Ažnoh               | Slovenia | 55,06 |
| 2    | Alban Elezi Cannaferina | Francia  | 55,56 |
| 3    | Livio Hiltbrand         | Svizzera | 55,88 |
| 4    | Vincent Wieser          | Austria  | 55,89 |
| 5    | Charles Gamel Seigneur  | Francia  | 55,97 |
| 6    | Luis Vogt               | Germania | 55,99 |
| 7    | Noah Geihseder          | Austria  | 56,02 |
| 8    | Niklas Skaardal         | Austria  | 56,09 |
| 9    | Victor Bessiere         | Francia  | 56,12 |
| 10   | Luis Tritscher          | Austria  | 56,20 |

Data: 19 gennaio

Ore: 11.30 (UTC+1)

Pista: Karl Schranz

Partenza: 1 835 m s.l.m.

Arrivo: 1 355 m s.l.m.

Lunghezza: 1 466 m

Dislivello: 480 m

Porte: 25

Tracciatore: Wim Rossel (FIS)

#### Supergigante
| Pos. | Atleta              | Nazione   | Tempo   |
| ---- | ------------------- | --------- | ------- |
| 1    | Livio Hiltbrand     | Svizzera  | 1:00,17 |
| 2    | Lenz Hächler        | Svizzera  | 1:00,20 |
| 3    | Vincent Wieser      | Austria   | 1:00,28 |
| 4    | Simen Sellæg        | Norvegia  | 1:00,30 |
| 5    | Noah Geihseder      | Austria   | 1:00,45 |
| 6    | Antoine Azzolin     | Francia   | 1:00,48 |
| 7    | Marco Abbruzzese    | Italia    | 1:00,60 |
| 8    | Jaakko Tapaneinen   | Finlandia | 1:00,85 |
| 9    | Silvano Gini        | Svizzera  | 1:00,88 |
| 10   | Lorenzo Thomas Bini | Italia    | 1:01,10 |

Data: 20 gennaio

Ore: 10.45 (UTC+1)

Pista: Karl Schranz

Partenza: 1 835 m s.l.m.

Arrivo: 1 375 m s.l.m.

Lunghezza: 1 447 m

Dislivello: 460 m

Porte: 30

Tracciatore: Valter Ronconi (Italia)

#### Slalom gigante
| Pos. | Atleta                     | Nazione   | Tempo   |
| ---- | -------------------------- | --------- | ------- |
| 1    | Alban Elezi Cannaferina    | Francia   | 1:43,61 |
| 2    | Eduard Hallberg            | Finlandia | 1:43,93 |
| 3    | Oscar Andreas Sandvik      | Norvegia  | 1:44,04 |
| 4    | Theodor Brækken            | Norvegia  | 1:44,21 |
| 5    | Sandro Zurbrügg            | Svizzera  | 1:44,26 |
| 6    | Hans Grahl-Madsen          | Norvegia  | 1:44,36 |
| 7    | Flavio Vitale              | Francia   | 1:44,51 |
| 8    | Davide Leonardo Seppi      | Italia    | 1:45,05 |
| 9    | Adam Hofstedt              | Svezia    | 1:45,16 |
| 10   | Kilian Abplanalp           | Svizzera  | 1:45,20 |
| 10   | Pietro Giovanni Motterlini | Italia    | 1:45,20 |

Data: 22 gennaio

Pista: Karl Schranz

Partenza: 1 676 m s.l.m.

Arrivo: 1 330 m s.l.m.

Dislivello: 346 m

1ª manche:

Ore: 9.30 (UTC+1)

Porte: 38

Tracciatore: Graham Flinn (Stati Uniti)

2ª manche:

Ore: 13.00 (UTC+1)

Porte: 37

Tracciatore: Valentin Rochat (Francia)

#### Slalom speciale
| Pos. | Atleta                  | Nazione     | Tempo   |
| ---- | ----------------------- | ----------- | ------- |
| 1    | Corrado Barbera         | Italia      | 1:39,21 |
| 2    | Adam Hofstedt           | Svezia      | 1:39,50 |
| 3    | Antoine Azzolin         | Francia     | 1:39,59 |
| 4    | Oscar Andreas Sandvik   | Norvegia    | 1:39,80 |
| 5    | Marinus Sennhofer       | Germania    | 1:39,95 |
| 6    | Fabian Ax Swartz        | Svezia      | 1:39,59 |
| 7    | Alban Elezi Cannaferina | Francia     | 1:40,17 |
| 8    | Adam Palmer             | Svezia      | 1:40,17 |
| 9    | Camden Palmquist        | Stati Uniti | 1:40,58 |
| 10   | Ralph Seidler           | Austria     | 1:40,60 |

Data: 25 gennaio

Pista: Karl Schranz

Partenza: 1 501 m s.l.m.

Arrivo: 1 321 m s.l.m.

Dislivello: 180 m

1ª manche:

Ore: 9.30 (UTC+1)

Porte: 60

Tracciatore: Valentin Crettaz (Svizzera)

2ª manche:

Ore: 13.00 (UTC+1)

Porte: 60

Tracciatore: Magnus Brodin (Finlandia)

#### Combinata a squadre
| Pos. | Nazione    | Atleti                           |
| ---- | ---------- | -------------------------------- |
| 1    | Italia 1   | Marco Abbruzzese Corrado Barbera |
| 2    | Germania 1 | Nickco Palamaras Luis Vogt       |
| 3    | Austria 1  | Jakob Greber Vincent Wieser      |

Data: 20 gennaio

1ª manche:

Ore: 10.45 (UTC+1)

Pista: Karl Schranz

Partenza: 1 835 m s.l.m.

Arrivo: 1 375 m s.l.m.

Lunghezza: 1 447 m

Dislivello: 460 m

Porte: 30

Tracciatore: Valter Ronconi (Italia)

2ª manche:

Ore: 14.00 (UTC+1)

Pista: 

Partenza: 

Arrivo: 

Lunghezza: 

Dislivello: 

Porte: 48

Tracciatore: Andreas Omminger (Austria)

### Donne

#### Discesa libera
| Pos. | Atleta                    | Nazione     | Tempo |
| ---- | ------------------------- | ----------- | ----- |
| 1    | Stefanie Grob             | Svizzera    | 57,51 |
| 2    | Vicky Bernardi            | Italia      | 57,54 |
| 3    | Pernille Dyrstad Lydersen | Norvegia    | 57,86 |
| 4    | Lara Colturi              | Albania     | 57,91 |
| 5    | Alice Calaba              | Italia      | 57,97 |
| 6    | Emma Aicher               | Germania    | 58,21 |
| 7    | Viktoria Bürgler          | Austria     | 58,25 |
| 8    | Ava Sunshine Jemison      | Stati Uniti | 58,27 |
| 9    | Garance Meyer             | Francia     | 58,31 |
| 10   | Lauren Macuga             | Stati Uniti | 58,58 |

Data: 19 gennaio

Ore: 10.30 (UTC+1)

Pista: Karl Schranz

Partenza: 1 835 m s.l.m.

Arrivo: 1 355 m s.l.m.

Lunghezza: 1 466 m

Dislivello: 480 m

Porte: 25

Tracciatore: Wim Rossel (FIS)

#### Supergigante
| Pos. | Atleta              | Nazione     | Tempo   |
| ---- | ------------------- | ----------- | ------- |
| 1    | Lara Colturi        | Albania     | 1:01,64 |
| 2    | Stefanie Grob       | Svizzera    | 1:02,29 |
| 3    | Alice Calaba        | Italia      | 1:02,36 |
| 4    | Emma Aicher         | Germania    | 1:02,72 |
| 5    | Vicky Bernardi      | Italia      | 1:02,99 |
| 6    | Lauren Macuga       | Stati Uniti | 1:03,02 |
| 7    | Katharina Lechner   | Germania    | 1:03,11 |
| 8    | Rebeka Jančová      | Slovacchia  | 1:03,24 |
| 9    | Vittoria Cappellini | Italia      | 1:03,39 |
| 10   | Sara Thaler         | Italia      | 1:03,69 |

Data: 20 gennaio

Ore: 9.30 (UTC+1)

Pista: Karl Schranz

Partenza: 1 835 m s.l.m.

Arrivo: 1 375 m s.l.m.

Lunghezza: 1 447 m

Dislivello: 460 m

Porte: 30

Tracciatore: Valter Ronconi (Italia)

#### Slalom gigante
| Pos. | Atleta                | Nazione  | Tempo   |
| ---- | --------------------- | -------- | ------- |
| 1    | Hanna Aronsson Elfman | Svezia   | 2:06,02 |
| 2    | Stefanie Grob         | Svizzera | 2:07,08 |
| 3    | Lara Colturi          | Albania  | 2:07,26 |
| 4    | Annette Belfrond      | Italia   | 2:07,31 |
| 5    | Emma Aicher           | Germania | 2:07,38 |
| 6    | Lisa Nyberg           | Svezia   | 2:07,61 |
| 7    | Anuk Brändli          | Svizzera | 2:07,67 |
| 8    | Janine Mächler        | Svizzera | 2:07,87 |
| 9    | Jana Fritz            | Germania | 2:07,97 |
| 10   | Garance Meyer         | Francia  | 2:08,10 |

Data: 21 gennaio

Pista: Karl Schranz

Partenza: 1 676 m s.l.m.

Arrivo: 1 330 m s.l.m.

Dislivello: 346 m

1ª manche:

Ore: 9.30 (UTC+1)

Porte: 38

Tracciatore: Christian Wanninger (Germania)

2ª manche:

Ore: 13.00 (UTC+1)

Porte: 42

Tracciatore: Alessandro Colturi (Albania)

#### Slalom speciale
| Pos. | Atleta                | Nazione     | Tempo   |
| ---- | --------------------- | ----------- | ------- |
| 1    | Hanna Aronsson Elfman | Svezia      | 1:36,98 |
| 2    | Janine Mächler        | Svizzera    | 1:37,43 |
| 3    | Beatrice Sola         | Italia      | 1:37,98 |
| 4    | Emma Aicher           | Germania    | 1:38,24 |
| 5    | Annette Belfrond      | Italia      | 1:38,25 |
| 6    | Alizée Dahon          | Francia     | 1:38,53 |
| 7    | Anuk Brändli          | Svizzera    | 1:38,67 |
| 8    | Ava Sunshine Jemison  | Stati Uniti | 1:38,84 |
| 9    | Elina Lipp            | Germania    | 1:39,04 |
| 10   | Chiara Pogneaux       | Francia     | 1:39,09 |

Data: 24 gennaio

Pista: Karl Schranz

Partenza: 1 501 m s.l.m.

Arrivo: 1 321 m s.l.m.

Dislivello: 180 m

1ª manche:

Ore: 9.30 (UTC+1)

Porte: 56

Tracciatore: Charlie Laband (Svezia)

2ª manche:

Ore: 13.00 (UTC+1)

Porte: 57

Tracciatore: Magnus Stenback (Norvegia)

#### Combinata a squadre
| Pos. | Nazione    | Atleti                       |
| ---- | ---------- | ---------------------------- |
| 1    | Svizzera 1 | Stefanie Grob Janine Mächler |
| 2    | Germania 1 | Emma Aicher Elina Lipp       |
| 3    | Italia 2   | Alice Calaba Beatrice Sola   |

Data: 20 gennaio

1ª manche:

Ore: 9.30 (UTC+1)

Pista: Karl Schranz

Partenza: 1 835 m s.l.m.

Arrivo: 1 375 m s.l.m.

Lunghezza: 1 447 m

Dislivello: 460 m

Porte: 30

Tracciatore: Valter Ronconi (Italia)

2ª manche:

Ore: 14.00 (UTC+1)

Pista: 

Partenza: 

Arrivo: 

Lunghezza: 

Dislivello: 

Porte: 48

Tracciatore: Andreas Omminger (Austria)

### Misto

#### Gara a squadre
| Pos. | Nazione  | Atleti                                                                          |
| ---- | -------- | ------------------------------------------------------------------------------- |
| 1    | Svezia   | Cornelia Öhlund Emil Nyberg Liza Backlund Lucas Kongsholm                       |
| 2    | Italia   | Ambra Pomarè Pietro Giovanni Motterlini Giulia Valleriani Davide Leonardo Seppi |
| 3    | Norvegia | Pernille Dyrstad Lydersen Hans Grahl-Madsen Pia Møller Jesper Wahlqvist         |

Località: Lech/Zürs

Data: 23 gennaio

Ore: 17.00 (UTC+1)

Pista: Flexenarena

Partenza: 1 820 m s.l.m.

Arrivo: 1 718 m s.l.m.

Dislivello: 102 m

Porte:

Tracciatore: 

##### Torneo
La gara a squadre consiste in una competizione di slalom parallelo tra rappresentative nazionali composte da quattro atleti, due sciatori e due sciatrici, che si affrontano a due a due sul percorso di gara. Ai vincitori spetta un punto; in caso entrambe le squadre ottengano due punti, passa il turno la squadra che ha ottenuto il miglior tempo stabilito sommando le migliori prestazioni maschili e femminili.
|  | Ottavi di finale | Ottavi di finale |           |   | Quarti di finale          | Quarti di finale          |  |  | Semifinali | Semifinali |  |  | Finale | Finale |
|  |                  |                  |           |   |                           |                           |  |  |            |            |  |  |        |        |
|  |                  |                  |           |   |                           |                           |  |  |            |            |  |  |        |        |
|  |                  |                  |           |   |                           |                           |  |  |            |            |  |  |        |        |
|  | Austria          | 3                |           |   |                           |                           |  |  |            |            |  |  |        |        |
|  | Austria          | 3                |           |   |                           |                           |  |  |            |            |  |  |        |        |
|  | Serbia           | 1                |           |   |                           |                           |  |  |            |            |  |  |        |        |
|  | Serbia           | 1                | Austria   | 1 |                           |                           |  |  |            |            |  |  |        |        |
|  |                  |                  | Austria   | 1 |                           |                           |  |  |            |            |  |  |        |        |
|  |                  | Norvegia         | 3         |   |                           |                           |  |  |            |            |  |  |        |        |
|  | Norvegia         | Norvegia         | 3         | 3 |                           |                           |  |  |            |            |  |  |        |        |
|  | Norvegia         |                  |           | 3 |                           |                           |  |  |            |            |  |  |        |        |
|  | Francia          | 2                |           |   |                           |                           |  |  |            |            |  |  |        |        |
|  | Francia          | 2                | Norvegia  | 2 |                           |                           |  |  |            |            |  |  |        |        |
|  |                  |                  | Norvegia  | 2 |                           |                           |  |  |            |            |  |  |        |        |
|  |                  | Svezia           | 2         |   |                           |                           |  |  |            |            |  |  |        |        |
|  | Svezia           | Svezia           | 2         | 4 |                           |                           |  |  |            |            |  |  |        |        |
|  | Svezia           |                  |           | 4 |                           |                           |  |  |            |            |  |  |        |        |
|  | Regno Unito      | 0                |           |   |                           |                           |  |  |            |            |  |  |        |        |
|  | Regno Unito      | 0                | Svezia    | 3 |                           |                           |  |  |            |            |  |  |        |        |
|  |                  |                  | Svezia    | 3 |                           |                           |  |  |            |            |  |  |        |        |
|  |                  | Germania         | 1         |   |                           |                           |  |  |            |            |  |  |        |        |
|  | Germania         | Germania         | 1         | 3 |                           |                           |  |  |            |            |  |  |        |        |
|  | Germania         |                  |           | 3 |                           |                           |  |  |            |            |  |  |        |        |
|  | Polonia          | 1                |           |   |                           |                           |  |  |            |            |  |  |        |        |
|  | Polonia          | 1                | Svezia    | 3 |                           |                           |  |  |            |            |  |  |        |        |
|  |                  |                  | Svezia    | 3 |                           |                           |  |  |            |            |  |  |        |        |
|  |                  | Italia           | 1         |   |                           |                           |  |  |            |            |  |  |        |        |
|  | Svizzera         | Italia           | 1         | 4 |                           |                           |  |  |            |            |  |  |        |        |
|  | Svizzera         |                  |           | 4 |                           |                           |  |  |            |            |  |  |        |        |
|  | Ungheria         | 1                |           |   |                           |                           |  |  |            |            |  |  |        |        |
|  | Ungheria         | 1                | Svizzera  | 2 |                           |                           |  |  |            |            |  |  |        |        |
|  |                  |                  | Svizzera  | 2 |                           |                           |  |  |            |            |  |  |        |        |
|  |                  | Stati Uniti      | 2         |   |                           |                           |  |  |            |            |  |  |        |        |
|  | Stati Uniti      | Stati Uniti      | 2         | 3 |                           |                           |  |  |            |            |  |  |        |        |
|  | Stati Uniti      |                  |           | 3 |                           |                           |  |  |            |            |  |  |        |        |
|  | Slovacchia       | 1                |           |   |                           |                           |  |  |            |            |  |  |        |        |
|  | Slovacchia       | 1                | Svizzera  | 2 |                           |                           |  |  |            |            |  |  |        |        |
|  |                  |                  | Svizzera  | 2 |                           |                           |  |  |            |            |  |  |        |        |
|  |                  | Italia           | 2         |   | Finale per il terzo posto | Finale per il terzo posto |  |  |            |            |  |  |        |        |
|  | Canada           | Italia           | 2         | 1 | Finale per il terzo posto | Finale per il terzo posto |  |  |            |            |  |  |        |        |
|  | Canada           |                  |           | 1 |                           |                           |  |  |            |            |  |  |        |        |
|  | Finlandia        | 3                |           |   |                           |                           |  |  |            |            |  |  |        |        |
|  | Finlandia        | 3                | Finlandia | 1 | Svizzera                  | 1                         |  |  |            |            |  |  |        |        |
|  |                  |                  | Finlandia | 1 | Svizzera                  | 1                         |  |  |            |            |  |  |        |        |
|  |                  | Italia           | 3         |   | Norvegia                  | 3                         |  |  |            |            |  |  |        |        |
|  | Italia           | Italia           | 3         | 4 | Norvegia                  | 3                         |  |  |            |            |  |  |        |        |
|  | Italia           |                  |           | 4 |                           |                           |  |  |            |            |  |  |        |        |
|  | Romania          | 1                |           |   |                           |                           |  |  |            |            |  |  |        |        |
|  | Romania          | 1                |           |   |                           |                           |  |  |            |            |  |  |        |        |

## Medagliere per nazioni
| Pos. | Nazione   | Oro | Argento | Bronzo | Totale |
| ---- | --------- | --- | ------- | ------ | ------ |
| 1    | Svizzera  | 3   | 4       | 1      | 8      |
| 2    | Svezia    | 3   | 1       | 0      | 4      |
| 3    | Italia    | 2   | 2       | 3      | 7      |
| 4    | Francia   | 1   | 1       | 1      | 3      |
| 5    | Albania   | 1   | 0       | 1      | 2      |
| 6    | Slovenia  | 1   | 0       | 0      | 1      |
| 7    | Germania  | 0   | 2       | 0      | 2      |
| 8    | Finlandia | 0   | 1       | 0      | 1      |
| 9    | Norvegia  | 0   | 0       | 3      | 3      |
| 10   | Austria   | 0   | 0       | 2      | 2      |